# William z Montreuil
William z Montreuil (fr. Guillaume de Montreuil) – Italonormański korsarz żyjący w połowie XI wieku. Był synem Williama Giroie, który uczestniczył w normańskich podbojach na terenie współczesnych, południowych Włoch. Podobnie jak ojciec, wyruszył do półwysep Apeniński, gdzie Ryszard I z Kapui zaoferował mu rękę swojej córki. W skład jej wiana wchodziła część Kampanii i Akwin, którymi od momentu ślubu William zarządzał. W 1064 roku miał zostać wyznaczony na księcia Gaety, ale oddalił wówczas córkę Ryszarda i ożenił się z Marią, wdową po Atenulfie I z Gaety i zawarł sojusz z jego synem Lando. Razem zbuntowali się przeciwko Ryszardowi i oblegli Akwin i Piedimonte Matese, bronione przez pozostałych synów Atenulfa. Rebelia zakończyła się klęską i William był zmuszony uciekać przed swoimi przeciwnikami. Zaciągnął się wówczas do służby u papieża Aleksandra II i wziął udział w wyprawie na Barbastro. W Hiszpanii zdobył ogromne łupy, za które później sfinansował budowę obiektów sakralnych na Monte Cassino. Po zwycięskim powrocie z Iberii brał udział w walkach w Kampanii, gdzie również odnosił sukcesy. Zmarł w 1068 w Rzymie z powodu febry. Kronikarze piszący o jego osobie przedstawiali go raczej w dobrym świetle. Amatus z Monte Cassino pisał, iż "był on dzielnym rycerzem, o niewielkim wzroście, ale wielkiej sile i dzielności", zaś Orderic Vitalis nazywał go "dobrym Normanem".